# Integridade referencial
Num banco de dados relacional, quando um registro aponta para o outro, dependente deste, há de se fazer regras para que o registro "pai" não possa ser excluído se ele tiver "filhos" (as suas dependências).
O relacionamento é feito através das chaves estrangeiras das tabelas, avaliadas antes da execução do comando de delete, insert ou update.

## Exemplo
Em um banco de dados há uma tabela, chamada ESTADO, onde há uma relação com os nomes dos estados brasileiros, exemplo:
| UF  | NOME_ESTADO       |
| --- | ----------------- |
| RS  | Rio Grande do Sul |
| SC  | Santa Catarina    |
| ... | ...               |

Em outra tabela, chamada CIDADE, há uma relação com o nome dos municípios brasileiros e o estado a que pertecem, exemplo:
| CIDADE        | UF  |
| ------------- | --- |
| Porto Alegre  | RS  |
| Florianópolis | SC  |
| ...           | ... |

Se nesta segunda tabela for declarada uma relação com a primeira através da coluna "UF", e tentarmos excluir o registro correspondente ao estado "Rio Grande do Sul"; essa operação não deve ser permitida, pois há registros na tabela cidades (no caso "Porto Alegre") que dependem da existência do registro que se pretente excluir, pois estão relacionadas o estado "RS". Essa referência à tabela ESTADO, existente na tabela CIDADE através da coluna UF tem o nome de chave estrangeira.
A integridade referencial visa garantir a não corrupção dos dados, de modo a não possibilitar um registro "filho" sem um registro "pai". A tentativa de exclusão (ou alteração da chave primária -- no caso, a coluna "UF") de um registo "pai" que possui registros "filhos" a ele vinculados é chamada de violação de chave estrangeira.